# جائزة بريطانيا الكبرى 1991
جائزة بريطانيا الكبرى 1991 هو سباق فورمولا 1 أقيم بتاريخ 14 يوليو 1991 في حلبة سلفرستون، سيلفرستون، المملكة المتحدة. كان الثامن من أصل 16 في بطولة العالم لسباقات الفورمولا واحد موسم 1991. حلّ البريطاني نايجل مانسيل أولا بينما جاء النمساوي غيرهارد بيرغر في المركز الثاني وحصل على المركز الثالث الفرنسي ألن بروست.